# Colonia Buenos Aires, Jojutla
Colonia Buenos Aires är en ort i Mexiko.   Den ligger i kommunen Jojutla och delstaten Morelos, i den sydöstra delen av landet, 90 km söder om huvudstaden Mexico City. Colonia Buenos Aires ligger 904 meter över havet och antalet invånare är 316.
Terrängen runt Colonia Buenos Aires är platt åt nordväst, men åt sydost är den kuperad. Runt Colonia Buenos Aires är det tätbefolkat, med 319 invånare per kvadratkilometer. Närmaste större samhälle är Zacatepec, 5,9 km norr om Colonia Buenos Aires. I omgivningarna runt Colonia Buenos Aires växer huvudsakligen savannskog.